# حسین‌قلی مخبرالدوله
حسین‌قلی‌خان مخبرالدوله (۱۲۶۴-۱۳۳۵ هجری قمری) از رجال قاجار.
در سال ۱۲۶۴ قمری در تهران متولد شد. پدرش علی‌قلی مخبرالدوله و پدربزرگش رضاقلی‌خان هدایت از رجال نامدار قاجار بودند. تحصیلات خود را زیر نظر معلمان خصوصی و با نظارت پدر آغاز کرد و با زبان‌های عربی و فرانسه آشنایی کامل یافت. در ۱۲۸۴ وارد وزارت پست و تلگراف شد. در ۱۳۰۱ هجری قمری از طرف ناصرالدین شاه لقب مخبرالملک گرفت. پس از تاج‌گذاری مظفرالدین شاه، وزیر پست و تلگراف شد. پس از درگذشت پدرش در سال ۱۳۱۵ لقب مخبرالدوله گرفت. او از مخالفان صدور فرمان مشروطیت و از طرفداران محمدعلی شاه قاجار بود. پس از آن‌که محمدعلی شاه به باغشاه رفت و مجلس شورای ملی را به توپ بست، حسین‌قلی‌خان برای جلوگیری از ارتباط مشروطه‌خواهان با یکدیگر، تمام سیم‌های تلگراف تهران را قطع کرد. او در سال ۱۳۳۵ در ۷۱ سالگی در تهران درگذشت.
او باغ بزرگی در محلهٔ بهار ساخت که اکنون محل بیمارستان ارتش است. همسر مخبرالدوله، شمس‌الحاجیه دختر فریدون میرزا فرمانفرما بود.

## فرزندان
1. غلامرضاخان مخبرالدوله (۱۲۵۰-۱۳۲۹ خورشیدی)، فرماندار بوشهر و همدان، پدر ارتشبد عبدالله هدایت، خسرو هدایت و غلامعلی هدایت
2. مصطفی‌قلی‌خان فهیم‌الدوله (۱۲۵۷-۱۳۲۸ خورشیدی) نمایندهٔ تهران در دورهٔ نخست مجلس شورای ملی، وزیرمختار ایران در سوئیس
3. حسن‌علی‌خان نصرالملک (۱۲۶۰-۱۳۳۵ خورشیدی)، نمایندهٔ اعیان تهران در دورهٔ نخست مجلس شورای ملی، وزیر پست و تلگراف در کابینهٔ مشیرالدوله، سفیر ایران در واتیکان، سناتور نخستین دورهٔ مجلس سنا
4. زیورالملوک هدایت، مادر صادق هدایت